# Pitiful
"Pitiful" é uma canção escrita por Emma Anzai, Antonina Armato, Tim James, Shimon Moore, gravada pela banda Sick Puppies.
É o quarto single do segundo álbum de estúdio, lançado a 3 de Abril de 2007, Dressed Up as Life.